# Johann Berger
Johann Berger von der Pleisse  (Nagymarton, 1768. július 23. – Sopron, 1864. április 2.) császári-királyi táborszernagy, Arad parancsnoka

## Élete
Paraszti családból származott, katonai szolgálatát 1786-ban kezdte meg a 34. gyalogezredben, mint hadfi. Kiválóan szerepelt a Habsburg-török háborúban, és zászlóssá léptették elő. 1793-ban már hadnagy volt az 56. gyalogezredben, majd rövidesen egy gránátos-zászlóaljba került. 1800-ban századossá léptették elő, 1809-ben őrnaggyá. Az 1813-as hadjáratban ezredes, a lipcsei csatában kitüntette magát, 1815-ben pedig az 51. gyalogezred parancsnoka lett. 1816-ban a napóleoni háborúkban érdemeiért Katonai Mária Terézia-rendet és bárói címet kapott. 1824-től vezérőrnagy, és dandárparancsnok Cremonában, majd Bécsben. 1832-ben altábornaggyá léptették elő, 1837-ben Temesvár parancsnoka lett. 1844-től Arad parancsnoka.
1848 októberében felmondta az engedelmességet a magyar kormánynak és felszólította az aradi nemzetőrséget, hogy adja át a fegyvereit. A temesvári várőrség aktív segítségének köszönhetően sokáig sikerrel védelmezte Aradot, de a vár felszereltségében és a helyőrség nagyságából következően önállóan nem sokra ment, azonkívül, hogy Berger többször lövette Arad városát, amely így a szabadságharc végére romhalmazzá vált. A külső segítség elmaradása miatt végül kénytelen volt feladni a várat. 1849-ben táborszernagyként vonult nyugállományba 62 év szolgálat után.